# 缘毛松兰
缘毛松兰（学名：Gastrochilus ciliaris）为兰科松兰(肚唇兰)属下的一个种。